# Potônske Lúky
Potônske Lúky (Hongaars: Patonyrét) is een Slowaakse gemeente in de regio Trnava, en maakt deel uit van het district Dunajská Streda.
Potônske Lúky telt 265 inwoners.